# エリトリアの国道

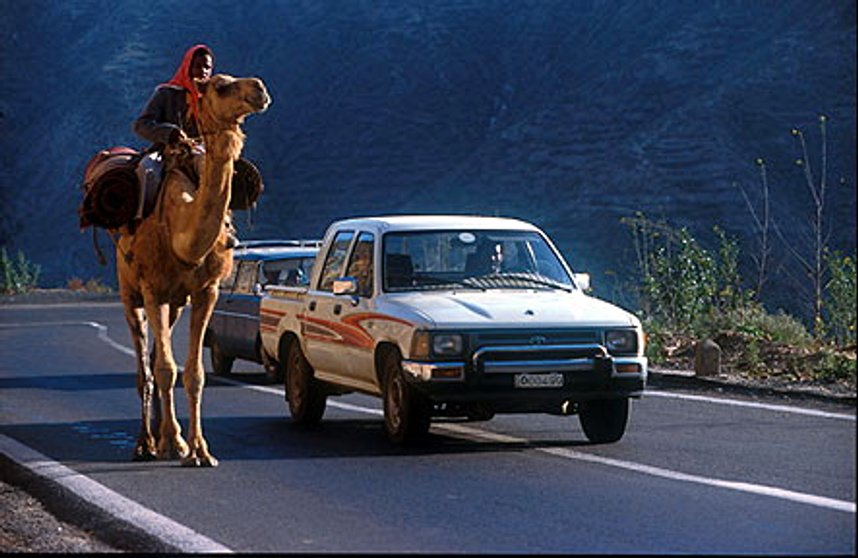
アスマラ付近の舗装道路

エリトリアの国道（エリトリアのこくどう）は、道路の等級によって指定されている。エリトリアの道路は3つのレベル、第1級（P=Primary）、第2級（S=Secondary）、第3級（T=Teritiary）に通し番号を付け使用される。最も低い等級の第3級道路は地方の予算で整備される。その多くは一部分のみを舗装した土の道路であり、通常雨季にはほとんど通行不能となる。第2級及び第1級が国道となる。第2級道路は1層のみの単純なアスファルト舗装が行われたものが多く、各地方の州都同士や地方の中心地を結んでいる。第1級道路は多くが完全に舗装されており、エリトリア国内の大都市間交通を担っている。
| 名称        | 起点       | 経由地             | 終点                          | 路面状態         |
| ----------- | ---------- | ------------------ | ----------------------------- | ---------------- |
| 国道P-1号線 | アスマラ   | ギンダ             | マッサワ                      | アスファルト舗装 |
| 国道P-2号線 | アスマラ   | アディ・テケレザン | ケレン                        | アスファルト舗装 |
| 国道P-3号線 | アスマラ   | アディ・ケイ       | セナフェ                      | アスファルト舗装 |
| 国道P-4号線 | アスマラ   | メンデフェラ       | マレブ川 (エチオピア国境)     | アスファルト舗装 |
| 国道P-5号線 | ケレン     | バレンツ           | テセネイ付近 （スーダン国境） | アスファルト舗装 |
| 国道P-6号線 | マッサワ   | ティヨ             | アッサブ                      | 未舗装           |
| 国道P-7号線 | アッサブ   | -                  | ブレ （エチオピア国境）       | アスファルト舗装 |
| 国道P-8号線 | ガテライ   | シェバ             | シェエブ                      | アスファルト舗装 |
| 国道P-9号線 | セレイェカ | -                  | シェバ                        | 未舗装           |

総延長:4,010 km

舗装道総延長:874 km

未舗装道総延長:3,136 km (1996年現在)